# Marilena
Marilena ist eine brasilianische Gemeinde im Bundesstaat Paraná. Es hat 7.253 Einwohner (2022), die Marilenenser genannt werden.

## Etymologie
Das Munizip erhielt seinen Namen zu Ehren der Ehefrau eines der Geschäftsführer der Landerschließungsunternehmen. Aus Maria Helena Volpato wurde der Name Marilena gebildet.

## Geschichte
Einer der Pioniere, die in der Region ankamen, war Henrique Palma, Bewohner und Besitzer der Fazenda Boa Vista im Distrikt Areia Branca des Munizips Ubirajara im Staat São Paulo. Er kam um das Jahr 1939 in die Gegend und eröffnete zusammen mit mehreren Männern einen Weg von Porto São José am Paraná zur Stadt Paranavaí, der zu dieser Zeit für den Transport von Vieh aus Mato Grosso genutzt wurde.
Die Gemeinde Marilena wurde von den Kolonisationsgesellschaften Paranapanema unter Leitung von Indio Brasileiro Borba und Colonizadora Marilena unter Leitung von José Volpato und Abelardo Alcântara erschlossen. Die Kolonisierung begann um das Jahr 1948, als die Unternehmen ihren Notar António Scandelari beauftragten, die Aufteilung der Stadt und den Verkauf der Grundstücke vorzunehmen. In dieser Zeit war der Ort auch unter dem Spitznamen Feijão Cru (Rohe Bohnen) bekannt. Die Region mit ihrem fruchtbaren und für den Kaffeeanbau günstigen Boden wurde von Leuten aus ganz Brasilien gerodet, wie Armindo Constantino Mazzotti, Manoel Barbosa Vieira, Atílio São João, Antônio Adão, João Umbertino, Gentil Scotá, João Gomes und vielen anderen.
Durch das Staatsgesetz Nr. 5678 vom 19. Oktober 1967 wurde Marilena aus Nova Londrina ausgegliedert und in den Rang eines Munizips erhoben.

## Geografie

### Fläche und Lage
Das Munizip liegt auf dem Terceiro Planalto Paranaense (der dritten Hochebene von Paraná). Seine Koordinaten sind 22° 44' 09" Süd und 53° 02' 24" West. Es hat eine Fläche von 232 km². Die Meereshöhe beträgt 393 Meter.

### Klima
In Marilena ist das Klima tropisch. Es gibt die meiste Zeit des Jahres starken Niederschlag (1.447 mm pro Jahr) und nur eine kurze Trockenzeit. Die Klassifikation des Klimas nach Köppen und Geiger lautet Am. Die Jahresdurchschnittstemperatur liegt bei 23,7 °C.

### Gewässer
Marilena liegt am linken Ufer des Paranapanema an seiner Mündung in den Paraná. An der westlichen Grenze des Munizips fließt der Ribeirão Areia Branca zum Paraná.

### Straßen
Marilena ist über die PR-569 mit Nova Londrina im Osten und Porto São José im Westen am Paraná verbunden.

### Nachbarmunizipien
| Batayporã (Mato Grosso do Sul) | Rosana (São Paulo)                          |               |
|                                | Kompassrose, die auf Nachbargemeinden zeigt | Nova Londrina |
| São Pedro do Paraná            | Loanda                                      |               |

## Demografie

### Bevölkerungsentwicklung
Quelle: IBGE (2011)
| Jahr | Einwohner | Stadt | Land  |
| 1960 |           |       |       |
| 1970 | 6.945     | 1.264 | 5.681 |
| 1980 | 6.975     | 2.540 | 4.435 |
| 1991 | 6.725     | 3.496 | 3.229 |
| 2000 | 6.756     | 4.047 | 2.709 |
| 2010 | 6.858     | 4.984 | 1.874 |
| 2022 | 7.253     | -     |       |

Quelle: IBGE, bis 2010: Volkszählungen und Volkszählung 2022

### Ethnische Zusammensetzung
Ethnische Gruppen nach der statistischen Einteilung des IBGE (Stand: 1991, 2000 und 2010)
| Gruppe*     | 1991  | 2000  | 2010  | wer sich als …                                                                   |
| Weiße       | 4.204 | 3.590 | 3.121 | weiß bezeichnet                                                                  |
| Schwarze    | 532   | 143   | 339   | schwarz bezeichnet                                                               |
| Gelbe       | -     | 16    | 53    | von fernöstlicher Herkunft wie japanisch, chinesisch, koreanisch etc. bezeichnet |
| Braune      | 1.984 | 2.969 | 3.338 | braun oder als Mischung aus mehreren Gruppen bezeichnet                          |
| Indigene    | 5     | 11    | 6     | Ureinwohner oder Indio bezeichnet                                                |
| ohne Angabe | -     | 26    | -     |                                                                                  |
| Gesamt      | 6.725 | 6.755 | 6.857 |                                                                                  |

*) Das IBGE verwendet für Volkszählungen seit 1991 ausschließlich diese fünf Gruppen. Die Gruppenzugehörigkeit wird bei der Befragung vom Einwohner selbst festgelegt. Das IBGE verzichtet bewusst auf Erläuterungen.

## Wirtschaft

### Haupterwerbsquelle
Marilena ist landwirtschaftlich geprägt. Der Schwerpunkt der Landwirtschaft liegt auf Zuckerrohr, Mais, Obst und Maniok. Diese Kulturen haben den früheren Kaffeeanbau weitestgehend ersetzt. In der Viehwirtschaft stehen die Zucht und Schlachtung von Rindern sowie die Milcherzeugung im Vordergrund. Die Betriebe sind vorwiegend Familienbetriebe, die ihre Produkte in Erzeugergemeinschaften vertreiben.

### Fremdenverkehr
Marilena verfügt mit dem Porto Maringá über einen Freizeithafen für Wassersportaktivitäten und eine Ferienhaussiedlung am Ufer des Paraná.
Das wichtigste Fest der Gemeinde, das jedes Jahr im September (um den Tag der Unabhängigkeit herum) stattfindet, ist das Fest des Maises, das in letzter Zeit auch das Festival dos Rios genannt wird. Ein weiteres großes Fest ist die Festa do Peixe na Telha (Fisch im Tontopf, Nationalgericht in Goiás und in Espírito Santo).

## Stadtverwaltung
- Bürgermeister: José Aparecido da Silva (PP), 2021–2024[1]